# Gilbert Winram
Gilbert Winram (* in Schottland, Datum unbekannt; † 1530 in Frankenberg) war ein schottischer Theologe.
Im Jahre 1527 begleitete er Patrick und John Hamilton bei ihrem Besuch der neu gegründeten Philipps-Universität Marburg und blieb nach dem Weggang der beiden als Amanuensis (Sekretär) bei Franz Lambert von Avignon. Er ist vermutlich für die Weitergabe der Thesen Patrick Hamiltons über Gesetz und Evangelium an John Frith verantwortlich, die dieser 1530 drucken ließ als Patrick’s Places bzw. Die summa ende dat begrijp des me(n)schen salicheyts. Winram starb 1530 in Frankenberg, wohin die Universität wegen der Pest ausgelagert wurde.